# Marses (Germains)
Pour les articles homonymes, voir Marses.

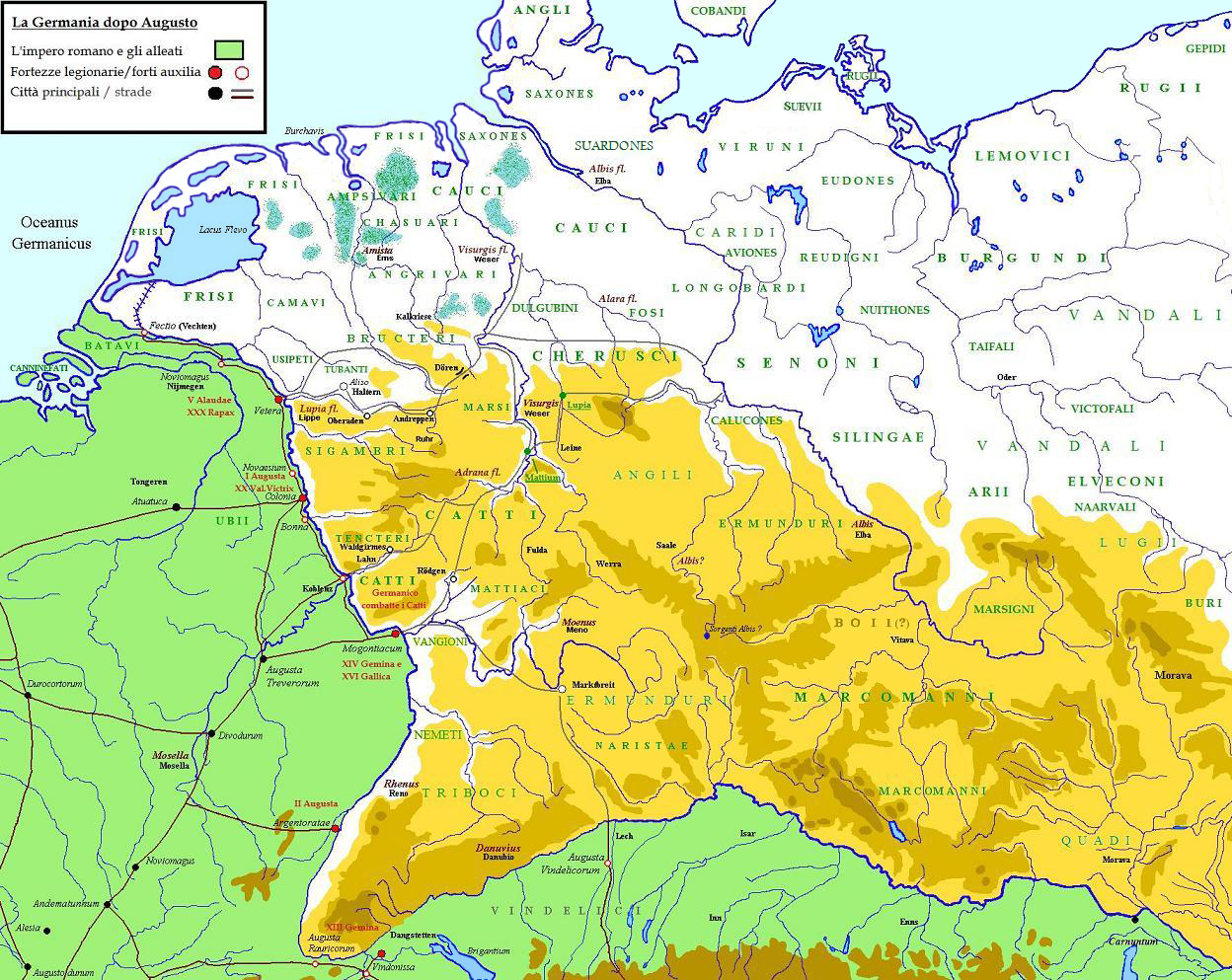
Les peuples germains au I, selon La Germanie de Tacite. Les Marses sont présents près de la Roer, à proximité des Chérusques.

Les Marses (en allemand Marser) ont été une nation germaine située, entre le IIe siècle av. J.-C. et le Ier siècle, entre le fleuve Rhin, la rivière Roer et la rivière Lippe, dans l'actuelle Allemagne nord-occidentale.

## Histoire
Tacite évoque à plusieurs reprises les Marses, en particulier lors des guerres de Germanicus. Ils faisaient partie de la coalition des Chérusques qui, dirigée par Arminius en 9, anéantit trois légions romaines emmenées par Varus lors de la bataille de Teutobourg. Germanicus, dans une tentative de venger cette défaite, envahit les terres des Marses en 14 avec 12 000 légionnaires, 26 cohortes d'auxiliaires et 8 escadrons de cavalerie. Alors qu'ils fêtaient la déesse Tanfana, trop ivres, les Marses ne furent pas en mesure de réagir à l'attaque-surprise des Romains, et ils furent massacrés : selon Tacite, une zone de 50 miles romains fut rasée, « ni le sexe, ni l'âge suscita la pitié » .
Exaspérés par ce bain de sang et par d'autres, tel qu'au printemps de 15 à l'encontre des Chattes, les Germains attaqués par les Romains s'unirent à nouveau pour repousser l'envahisseur. Après deux ans de batailles, Rome renonça à étendre ses frontières à l'est jusqu'à la Weser et les troupes se retirèrent en deçà du Rhin.

## Toponymie
Certaines villes actuelles ont un nom qui rappelle les Marses. Il s'agit par exemple de Marsberg et Obermarsberg en Rhénanie-du-Nord-Westphalie orientale, et Volkmarsen dans la Hesse septentrionale.

## Sources
- (it) Cet article est partiellement ou en totalité issu de l’article de Wikipédia en italien intitulé « Marsi (Germani) » (voir la liste des auteurs).